# Jean-Philippe de Bertier
Pour les articles homonymes, voir Bertier.
Jean-Philipe de Bertier  (inhumé le 28 décembre 1667) est un prélat français, agent général du clergé de France

## Biographie
Jean-Philippe de Bertier appartient à une famille de magistrats au Parlement de Toulouse. Il est le troisième fils de Philippe de Bertier, président à mortier, et de Catherine de Paule, sœur d'Antoine de Paule, grand maître de l'ordre de Saint-Jean de Jérusalem.  Il est donc le neveu de Jean de Bertier et le frère cadet de Jean-Louis de Bertier successivement évêques de Rieux entre 1602 et 1662. Chanoine et archidiacre de la cathédrale de Toulouse, prieur de Saint-Béat dans le diocèse de Saint-Bertrand de Comminges et de Saint-Lézer il reçoit en commende en 1620 l'abbaye Saint-Vincent de Senlis.
Il est présent lors de l'assemblée du clergé de 1628 tenue à Poitiers et Fontenay-le-Comte où il est décidé qu'il n'y aura pas d'Assemblée en 1630. Lors de l'assemblée suivante le 17 mars 1635 il est présenté par la province ecclésiastique d'Auch et il exerce la fonction d'agent général du clergé de France entre 1635 et 1641. En effet ses fonctions sont prorogées d'une année car si les évêques réclament qu'une assemblée se tiennent en 1640, le roi par lettres patentes du mois de mars reporte la session à 1645. Finalement une assemblée est convoquée le 15 février 1641 à Mantes. Deux autres agents sortants y siègent avec lui Pierre de Broc, « fidèle » du cardinal de Richelieu et Denis de La Barde. L'assemblée générale reçoit deux nouveaux agents  Louis d'Hugues, pour la province ecclésiastique d'Embrun et l'abbé de Grignan pour celle d'Arles. Un troisième agent, Louis Odespung de La Meschinière, présenté par la province ecclésiastique de Reims qui s'appuie sur le précédent, est accepté sous la réserve qu'il n'entre en fonction qu'en 1645 Jean-Philippe de Bertier teste en mai 1667 en faveur de l'Hôtel-Dieu de Paris et de l'Hôpital de Toulouse auxquels il fait de grandes donations ainsi qu'à l'hospice Saint-Lazare auquel il lègue le reste de sa fortune et où il est inhumé le 28 décembre suivant.